# Lough Ree
Lough Ree (irl. Loch Rí lub Loch Ríbh) – jezioro w środkowej Irlandii, na rzece Shannon, położone na granicy hrabstw Longford, Westmeath i Roscommon. 
Lough Ree charakteryzuje się nieregularną linią brzegową i zróżnicowana głębokością. Na jeziorze są liczne wyspy, na niektórych z nich znajdują się ruiny kościołów pochodzące z wczesnego średniowiecza.
Głównymi miejscowościami położonymi nad jeziorem są miasta Athlone i Lanesborough-Ballyleague.